# Ibis Budget
Ibis Budget anteriormente conhecido como Etap Hotel e Formule 1,[carece de fontes?] é uma rede internacional de hotéis super econômicos de propriedade do Grupo AccorHotels. 

## Quartos

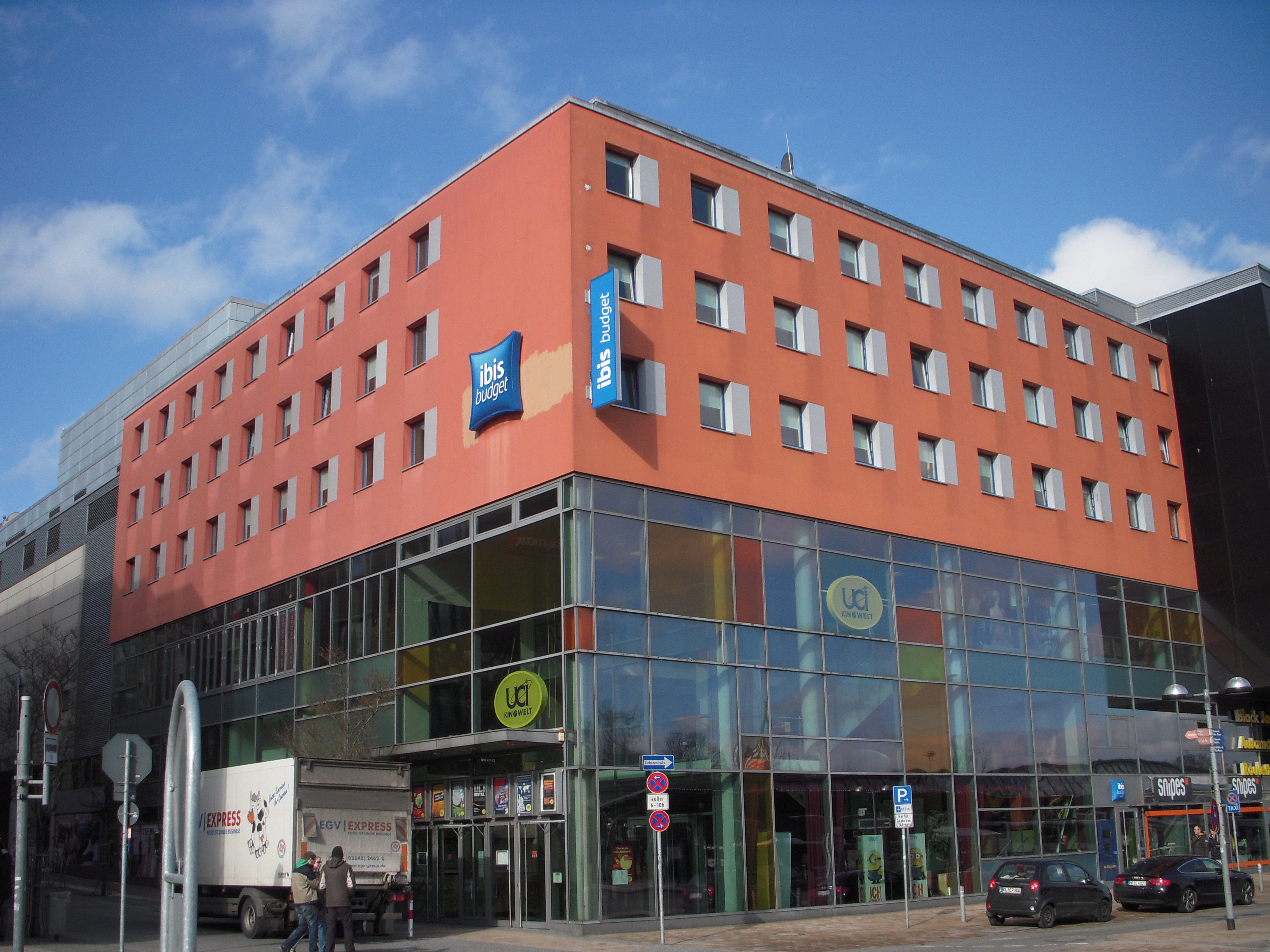
Ibis Budget Hotel na cidade de Flensburg

Os quartos estão decorados com simplicidade e na maioria dos casos as paredes são pintadas de branco. Os quartos normalmente contêm uma pequena escrivaninha, televisão (no Brasil somente com TV Aberta), uma cama de casal ou duas camas de solteiro com uma cama extra de solteiro suspensa, um chuveiro, uma pia e um vaso sanitário. Geralmente há uma máquina a moedas Nescafé no Lobby. As dependências do hotel possuem Wi-Fi codificado com seu número do quarto. Uma toalha e uma barra de sabão vem como padrão, outros produtos de higiene pessoal estão disponíveis para compra na recepção. Itens como tábuas de passar roupa e ferros estão normalmente disponíveis para aluguel.

## Outras comodidades
Todos os hotéis Ibis Budget tem café da manhã cobrado a parte,o valor varia entre R$12,00 e R$18,00. A recepção do hotel fica aberta 24 horas por dia nos hotéis Brasileiros. O valor médio da diária é de R$119,00.

## Localidades
Existem mais de 350 hotéis na Europa, a maioria na França. Em dezembro de 2017, existiam em funcionamento 588 hotéis ibis Budget em 19 países.